# قطن (محافظة ثار)
قطن هو مركزٌ سعوديٌ تابعٌ لمحافظة ثار التابعة لمنطقة نجران، في المملكة العربية السعودية. المركز من الفئة (أ)، ورمزه 2453 حسب دليل الترميز الموحد للمناطق الإدارية بالمملكة العربية السعودية.